# Liste der Kulturdenkmäler in Schönbach (Eifel)
In der Liste der Kulturdenkmäler in Schönbach sind alle Kulturdenkmäler der rheinland-pfälzischen Ortsgemeinde Schönbach aufgeführt. Grundlage ist die Denkmalliste des Landes Rheinland-Pfalz (Stand: 17. Juli 2023).

## Einzeldenkmäler
| Bezeichnung      | Lage                              | Baujahr                  | Beschreibung                           | Bild |
| ---------------- | --------------------------------- | ------------------------ | -------------------------------------- | ---- |
| Wohnhaus         | Borngasse, gegenüber Nr. 5 Lage   | 17. oder 18. Jahrhundert | Fachwerkhaus, 17. oder 18. Jahrhundert | BW   |
| Schönbachermühle | östlich des Ortes am Ueßbach Lage |                          | Dreiseithof                            | BW   |